# Sex and Zen II
Sex and Zen II (玉蒲團II玉女心經, "Rouputuan II -Yùnǚxīnjīng") és una pel·lícula de comèdia eròtica de Hong Kong del 1996 dirigida per Chin Man Kei. La pel·lícula és una seqüela de Sex and Zen (1991), i va ser seguida per Sex and Zen III (1998).

## Antecedents
Sex and Zen II és parcialment una adaptació de la pel·lícula de Tsui Hark The Lovers, que està basada en els amants papallona i el personatge de l'actor principal Elvis Tsui, Sai Moon-Kin (西門堅, pinyin: Xīmén Jiān) està relacionat amb el personatge de Marge d'Aigua i la protagonista de Jin Ping Mei Ximen Qing. El títol xinès de la pel·lícula i les seqüències d'arts marcials són una referència al Yùnǚxīnjīng (玉女心經), una escriptura fictícia del Jin Yong El retorn dels herois Còndor.

## Argument
Sai Moon-Kin (Tsui) és un home ric que viu amb les seves concubines i el seu fill i una filla anomenada Yiau (Loletta Lee), que s'ha criat com un nen i ignora els camins de l'amor. Com que el seu germà és discapacitat intel·lectual, Yiau vol ser l'hereu del seu pare, però creu que ha d'anar a l'escola per obtenir l'educació necessària. El seu desig d'assistir a l'escola la porta a una història d'amor amb un jove estudiant luxuriós (Ken Lok). Només després que ella sigui equipada amb un cinturó de castedat protector, el seu pare va deixar que Yiau vagi a l'escola, disfressada de noi.
Sai Moon troba atractiva la nova dona del seu fill, Siu-Tsui (Shu Qi). Ell no s'adona que ella és la malvada Dama Miratge, que sap la màgia "xucladora". Yiau i l'home de ferro (Ben Ng) intenten evitar que la Dama mIRATGE no faci mal a més persones.

## Repartimentt
- Loletta Lee com a Yiau
- Ken Lok com a Fa
- Ben Ng com a Home de ferro
- Shu Qi com Mirage Lady/Siu-Tsui
- Elvis Tsui com a Sai Moon-Kin
- Wong Yat Fei com a Monjo